# Ouled Hamla
Ouled Hamla (en arabe أولاد حملة) est une commune située dans la Daïra d'Ain M'lila , dépendant de la  Wilaya d'Oum-El-Bouaghi, en Algérie.

## Géographie
Bordée par la commune de Teleghma (wilaya de Mila) au nord-ouest, par la commune de Souk Naamane au sud-ouest, par Guetar El Aich commune d'El-Khroub (wilaya de Constantine)et Oued Seguen(wilaya de Mila) au nord-est, et par Ain M'lila au sud-est, la commune d' Ouled Hamla couvre une superficie de 152 km2.

### Localités de la commune
Les différentes mechtas (hameaux) appartenant à la commune d'  Ouled Hamla  sont :
- Chaaba
- Dakhla
- Barour
- Kaf Laatatfa
- Kaf Ouled Aziz
- Koudiat Assad
- Koudiat Ezzitoun
- Gaabaza
- Erretba
- Mechaouih
- Ramlia
- Gouabel
- Lamzara
- Aïn Lehma
- Haouch Arif
- Bir Mantan
- Kalkoula
- Souassel
- Ghdir Lafrad
- El Biar

## Histoire
Pendant la colonisation française, Ouled Hamla porta le nom de Berteaux, en hommage au ministre Maurice Berteaux.

## Démographie
La population d'Ouled Hamla est estimée à 11 546 habitants, soit une densité de 75,96 habitants au km².

## Économie
L'économie de la commune s'articule autour de l'agriculture et l'élevage bovin et ovin. Il existe aussi de petites industries dans l'agroalimentaire et la construction métallique.

### Agriculture
Les activités agricoles principales sont la céréaliculture et les cultures maraichères.

### Industrie
Dans le domaine industriel, la commune d'Ouled Hamla est le siège plusieurs usines :
- ONAB (Office national des aliments du bétail)
- UNOF
- UOC